# Atletica leggera ai Giochi della XXX Olimpiade - 100 metri ostacoli
Ai Giochi della XXX Olimpiade, la competizione dei 100 metri ostacoli  è svolta il 6 e 7 agosto presso lo Stadio Olimpico di Londra.

## Presenze ed assenze delle campionesse in carica
Per i campionati europei si considera l'edizione del 2010.
| Competizione         | Atleta        | Prestazione | Londra 2012 |
| -------------------- | ------------- | ----------- | ----------- |
| Olimpiadi 2008       | Dawn Harper   | 12”54       | Presente    |
| Commonwealth 2010    | Sally Pearson | 12”67       | Presente    |
| Europei 2010         | Nevin Yanıt   | 12”63       | Presente    |
| Panamericani 2011    | Yvette Lewis  | 12”82       | Non qual.   |
| Africani 2011        | Seun Adigun   | 13”20       | Presente    |
| Mondiali 2011        | Sally Pearson | 12”28       | Presente    |
|                      |               |             |             |
| Mondiali junior 2008 | Teona Rodgers | 13”40       | Assente     |

## La gara
Ai Giochi di Pechino, Dawn Harper (USA) ha vinto l'oro e l'australiana Sally Pearson è giunta seconda. A Londra l'australiana, campionessa mondiale in carica, si presenta come favorita.
La Pearson è la più veloce nelle batterie (12”57). Nella prima semifinale la rivale Harper stabilisce il proprio record personale: 12”46. Nella seconda l'australiana le risponde con 12”39. La terza serie è vinta da Kellie Wells (USA) in 12”51. Dietro di lei, la turca Nevin Yanıt accede alla finale stabilendo il record nazionale (12”58).
Nella gara per l'oro la Pearson scatta meglio dai blocchi, ma la Harper le rimane vicina ed appare in recupero negli ultimi tre ostacoli. Le due atlete giungono praticamente appaiate sul traguardo. Il fotofinish assegna la vittoria alla Pearson per 2 centesimi. Un decimo separa la seconda dalla terza, Kellie Wells, un altro decimo la terza dalla quarta classificata (Lolo Jones). 
La Pearson vince con il nuovo record olimpico; Harper e Wells migliorano il record personale; la turca Yanıt, quinta, eguaglia il suo fresco record nazionale.

### Batterie

Video ufficiale - Turni eliminatori

### Semifinali

Video ufficiale delle Semifinali

## Risultati
| Migliore atleta in attività | 12"28 | Sally Pearson | Presente |
| Primatista stagionale       | 12"49 | Sally Pearson | Presente |

1. ↑  Stabilito nel 2011.
2. ↑  Alla data del 20 luglio 2012.

### Finale

Video ufficiale della Finale

| Pos.    | Atleta          | Età | Paese       | Tempo | Note                                     |
| ------- | --------------- | --- | ----------- | ----- | ---------------------------------------- |
| Oro     | Sally Pearson   | 26  | Australia   | 12"35 | Record olimpico                          |
| Argento | Dawn Harper     | 28  | Stati Uniti | 12"37 | Miglior prestazione personale            |
| Bronzo  | Kellie Wells    | 30  | Stati Uniti | 12"48 | Miglior prestazione personale            |
| 4       | Lolo Jones      | 30  | Stati Uniti | 12"58 | Miglior prestazione personale stagionale |
| 5       | Nevin Yanıt     | 26  | Turchia     | 12"58 | =                                        |
| 6       | Phylicia George | 25  | Canada      | 12"65 | =                                        |
| 7       | Jessica Zelinka | 31  | Canada      | 12"69 |                                          |
| 8       | Beate Schrott   | 24  | Austria     | 13"07 |                                          |